# Salamander Guru and The Shadows
Salamander Guru and The Shadows (hangul: 도롱뇽도사와 그림자 조작단; rr: Doryongnyong Dosawa Geurimja Jojakdan) é uma telenovela sul-coreana, estrelada por Choi Minho, Ryu Hyun-kyung, Im Won-hee, Lee Byung-joon e Oh Dal-soo. Composta por 10 episódios, foi ao ar pela SBS entre 27 de janeiro e 30 de março de 2013 as sextas-feiras às 23:00.

## Sinopse
Uma dupla de ladrões atrapalhados chamados Mapo-roopang resolvem fingir fazer previsões depois de achar que mataram um Guru que tentaram assaltar. Durante um de seus dias de previsão, a dupla recebe a visita de Minhyuk, um jovem hacker que quer achar o assassino de seu pai. Com esse objetivo, o rapaz se junta a dupla, ajudando-os a fazer as previsões. Enquanto isso, os bandidos ajudam uma policial atrapalhada a prender outros criminosos, tentando não serem descobertos, já que a policial foi rebaixada de seu cargo graças a dupla.

## Elenco
Protagonistas
- Choi Minho como Min Hyuk (Hacker)[2]
- Oh Dal Soo como Sun Dal
- Im Won Hee como Won Sam
- Ryu Hyun Kyung como Kyung Ja
- Lee Byung Joon como Bum Gyu
- Kim Gyu Sun como Gyu Sun
- Yoon Sang Ho como Detetive Yoon

Outros
- Son Ho Young como Kim Si Hoo/namorado de Gyu San (Episódio 1, 10)
- Taeyeon como Tae Yeon (Episódio 3)
- Kim Myung Soo como L (Episódio 3)
- Yong Jun Hyung como Joker (Episódio 3)
- Hwang Kwang-hee (Episódio 3)
- Lee Taemin como Mestre dos Disfarces (Episódio 4, 10)
- Son Na-eun como irmã de Taemin (Episódio 4)
- G.NA como Krystal (Episódio 4)[3]
- Jeon Hyosung como Soo Yeon (Episódio 4)
- Leeteuk (Episódio 4)
- Key (Episódio 4)
- Lee Jooyeon (Episódio 5)
- Alex Chu (Episódio 5)
- IU (Episódio 6)
- Tiger JK (Episódio 6)
- Han Seungyeon como Seungyeon (Episódio 8)
- Kim Eunjung como Ji Min (Episódio 8)
- Im Soo-hyang como Im Soomin (Episódio 8)
- G.O como Myung Sik (Episódio 8)